# ديفيد إس. كريمر
ديفيد إس. كريمر هو سياسي أمريكي، ولد في 3 سبتمبر 1858 في مقاطعة بلمونت في الولايات المتحدة، وتوفي في 17 نوفمبر 1946 في كولومبوس في الولايات المتحدة. نشط حزبياً في الحزب الديمقراطي. وقد انتخب أمين صندوق الدولة ‏.